# Michail Sjamjonau (Skilangläufer)
Michail Sjamjonau (* 6. Februar 1986 in Ostrow, Oblast Pskow) ist ein belarussischer Skilangläufer und Biathlet.

## Werdegang
Sjamjonau startete erstmals im Skilanglauf im November 2003 im Continentalcup in Kirovsk und belegte dabei den 29. Platz über 10 km Freistil und den 14. Rang über 10 km klassisch. Sein erstes Skilanglauf-Weltcuprennen lief er im Januar 2007 in Rybinsk, welches er mit dem 29. Rang im 30-km-Massenstartrennen beendete und damit auch seine ersten Weltcuppunkte holte. Nach der Saison 2008/09 wechselte er zum Biathlon. Dabei hatte er seinen ersten Auftritt auf der internationalen Sportbühne im Rahmen der Sommerbiathlon-Weltmeisterschaften 2009 in Oberhof. In den Crosslauf-Wettbewerben startete er im Sprint und wurde 24., in den Wettbewerben auf Skirollern belegte er Rang 48 im Sprint und wurde im Verfolgungsrennen als überrundeter Athlet aus dem Rennen genommen. Mit Ljudmila Kalintschyk, Darja Domratschawa und Sjarhej Daschkewitsch wurde er zudem im Mixed-Staffel-Wettkampf Achter. Im Winter debütierte Sjamjonau bei den ersten Rennen im IBU-Cup 2009/10 in Idre. Nachdem er im ersten Sprint als 63. die Punkteränge noch weit verfehlte, lief er im zweiten Rennen schon auf Platz 28. Zum Auftakt des Biathlon-Weltcups 2009/10 in Östersund lief der Belarusse im Sprint auf den 95. Rang, weitere Einsätze in den Sprintrennen der Saison folgten. In Oberhof konnte er sich im ersten Sprint-Rennen des Jahres 2010 als 31. erstmals in den Punkterängen platzieren. Da in Oberhof kein Verfolger ausgetragen wurde, musste Sjamjonau bis zum Weltcup in Oslo warten, ehe er nach einem 46. Platz im Sprint erstmals in einem Verfolgungsrennen starten konnte. Dort belegte er den 44. Platz. Zum Saisonende errang er in Chanty-Mansijsk den 75. Platz im Sprint und erreichte den 103. Platz im Gesamtweltcup. Nach der Saison wechselte er wieder zum Skilanglauf. Zu Beginn der Saison 2009/10 kam er bei der Nordic Opening in Kuusamo auf den 40. Rang. Im Januar 2011 wurde er bei der Winter-Universiade in Erzurum Vierter im Skiathlon. Beim Saisonhöhepunkt den nordischen Skiweltmeisterschaften 2011 in Oslo belegte er den 50. Platz im 50-km-Massenstartrennen und den 35. Rang über 15 km klassisch.
In der Saison 2011/12 errang Sjamjonau den 66. Platz bei der Nordic Opening in Kuusamo und den 49. Platz bei der Tour de Ski 2011/12. Im Februar 2012 erreichte er in Rybinsk mit dem 11. Platz im 15-km-Massenstartrennen sein bisher bestes Weltcupeinzelergebnis. Nach Rang 21 über 15 km Freistil in Gällivare zu Beginn der folgenden Saison, kam er in bei der Nordic Opening in Kuusamo auf den 33. Rang. Bei der Tour de Ski 2012/13 belegte er den 35. Platz. Seine besten Resultate bei den nordischen Skiweltmeisterschaften 2013 im Val di Fiemme waren der 52. Platz über 15 km Freistil und der zehnte Rang im Teamsprint. Zum Saisonende belegte er in Oslo den 14. Platz im 50-km-Massenstartrennen und erreichte den 72. Platz im Gesamtweltcup. Zu Beginn der Saison 2013/14 belegte er den 37. Platz bei der Nordic Opening in Kuusamo. Bei der folgenden Winter-Universiade in Lago di Tesero holte er die Silbermedaille über 10 km Freistil. Bei der Tour de Ski 2013/14 kam er auf den 33. Platz in der Gesamtwertung. Seine besten Platzierungen bei den Olympischen Winterspielen 2014 in Sotschi waren der 17. Platz im 50-km-Massenstartrennen und der 14. Platz mit der Staffel. Im März 2014 wurde er belarussischer Meister im Sprint. In der Saison 2014/15 kam er bei neun Teilnahmen im Weltcup zweimal in die Punkteränge. Seine besten Platzierungen bei den nordischen Skiweltmeisterschaften 2015 in Falun waren der 12. Platz über 15 km Freistil und der 11. Rang im Teamsprint. In der Saison 2015/16 holte er bei keinen Weltcuprennen Punkte. Bei der Nordic Opening in Ruka errang er den 74. und bei der Tour de Ski 2016 den 52. Rang in der Gesamtwertung. Seine besten Platzierungen bei den nordischen Skiweltmeisterschaften 2017 in Lahti waren der 30. Platz im 50-km-Massenstartrennen und der 15. Rang zusammen mit Michail Kuklin im Teamsprint und bei den Olympischen Winterspielen 2018 in Pyeongchang der 40. Platz über 15 km Freistil und der 14. Rang zusammen mit Jury Astapenka im Teamsprint.

## Platzierungen im Skilanglauf-Weltcup
Die Tabelle zeigt die erreichten Platzierungen im Einzelnen.
- 1.–3. Platz: Anzahl der Podiumsplatzierungen
- Top 10: Anzahl der Platzierungen unter den ersten zehn
- Punkteränge: Anzahl der Platzierungen innerhalb der Punkteränge
- Starts: Anzahl gelaufener Rennen in der jeweiligen Disziplin
- Hinweis: Bei den Distanzrennen erfolgt die Einordnung gemäß FIS.

| Platzierung               | Distanzrennen a | Distanzrennen a | Distanzrennen a | Distanzrennen a | Distanzrennen a | Skiathlon Verfolgung | Sprint | Etappen- rennen b | Gesamt | Team c | Team c  |
| Platzierung               | ≤ 5 km          | ≤ 10 km         | ≤ 15 km         | ≤ 30 km         | > 30 km         | Skiathlon Verfolgung | Sprint | Etappen- rennen b | Gesamt | Sprint | Staffel |
| ------------------------- | --------------- | --------------- | --------------- | --------------- | --------------- | -------------------- | ------ | ----------------- | ------ | ------ | ------- |
| 1. Platz                  |                 |                 |                 |                 |                 |                      |        |                   |        |        |         |
| 2. Platz                  |                 |                 |                 |                 |                 |                      |        |                   |        |        |         |
| 3. Platz                  |                 |                 |                 |                 |                 |                      |        |                   |        |        |         |
| Top 10                    |                 |                 |                 |                 |                 |                      |        |                   |        | 1      |         |
| Punkteränge               | 2               |                 | 3               | 2               | 2               | 7                    | 1      | 1                 | 18     | 2      | 2       |
| Starts                    | 5               | 9               | 32              | 7               | 5               | 27                   | 28     | 12                | 125    | 2      | 2       |
| Stand: Saisonende 2019/20 |                 |                 |                 |                 |                 |                      |        |                   |        |        |         |

## Platzierungen im Biathlon-Weltcup
Die Tabelle zeigt alle Platzierungen (je nach Austragungsjahr einschließlich Olympische Spiele und Weltmeisterschaften).
- 1.–3. Platz: Anzahl der Podiumsplatzierungen
- Top 10: Anzahl der Platzierungen unter den ersten zehn (einschließlich Podium)
- Punkteränge: Anzahl der Platzierungen innerhalb der Punkteränge (einschließlich Podium und Top 10)
- Starts: Anzahl gelaufener Rennen in der jeweiligen Disziplin
- Staffel: inklusive Mixed- und Single-Mixed-Staffeln

| Platzierung         | Einzel | Sprint | Verfolgung | Massenstart | Staffel | Gesamt |
| ------------------- | ------ | ------ | ---------- | ----------- | ------- | ------ |
| 1. Platz            |        |        |            |             |         |        |
| 2. Platz            |        |        |            |             |         |        |
| 3. Platz            |        |        |            |             |         |        |
| Top 10              |        |        |            |             |         |        |
| Punkteränge         |        | 1      |            |             |         | 1      |
| Starts              |        | 8      | 1          |             |         | 9      |
| Stand: Karriereende |        |        |            |             |         |        |